# Falklandsöarna
Falklandsöarna, även kallade Malvinerna (engelska: Falkland Islands [ˈfɔklənd ˈaɪlənds], spanska: Islas Malvinas, franska: Îles Malouines), är en ögrupp och självstyrande brittiskt utomeuropeiskt territorium med drygt 3 200 invånare i sydvästra Atlanten. Huvudstad och största ort är Stanley. Argentina gör sedan länge territoriellt anspråk på ögruppen, och även på andra öar i Sydatlanten, i konflikt med Storbritannien, vilket bland annat ledde fram till det så kallade Falklandskriget 1982.

## Namn
För ögruppen används internationellt två vitt skilda namn, med helt olika ursprung. 
Namnet Falklandsöarna uppstod sedan sundet mellan de två huvudöarna år 1690 givits namnet Falkland Sound  efter den skotske adelsmannen Anthony Cary som bar titeln Viscount of Falkland. Namngivare var John Strong, kapten på ett fartyg som i svårt väder sökt sig in i sundet. Senare fick huvudöarna namnet West Falkland och East Falkland, varifrån hela ögruppens namn kan härledas. På de flesta språk ger detta översättningar som svenskans Falklandsöarna, tyskans die Falklandsinseln, finskans Falklandinsaaret med flera.
Framför allt i de latinska språkens språkområde används vanligen namnet Islas Malvinas eller motsvarande. Detta kan härledas till den franske upptäcktsresanden Louis Antoine de Bougainville som 1764 upprättade en bosättning bestående av fiskare från staden Saint-Malo. Detta gav namnet Îles Malouines, på spanska Islas Malvinas eller på svenska Malvinerna. 
Inom svenskan används båda formerna i äldre skrift men under senare år har benämningen Falklandsöarna fått större genomslag.
Den officiella ISO-benämningen är Falkland Islands (Malvinas).
På grund av den infekterade konflikten om öarna mellan Argentina och Storbritannien har dessa namn fått politisk laddning. Särskilt spanskspråkiga ortnamn utan historisk bakgrund (till exempel "Puerto Argentino" för huvudorten Stanley), som konstruerats av argentinska myndigheter kan väcka anstöt hos befolkningen.

## Geografi

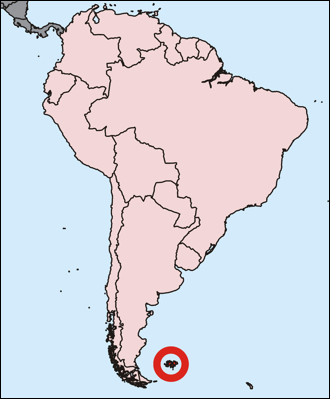
Falklandsöarnas läge vid Sydamerika.

Falklandsöarna är belägna i Sydatlanten drygt 480 kilometer från den sydligaste delen av det sydamerikanska fastlandet. De består av två huvudöar; Östra Falkland (6 605 km²) och Västra Falkland (4 532 km²), och drygt 700 mindre öar. Huvudöarna omfattar över 90% av den totala landarealen, som är 12 173 km², något större än landskapet Uppland i Sverige. Den totala kustlinjen är 1 288 kilometer lång. 
Största delen av landarealen utgörs av de två huvudöarna som separeras av Falklandssundet. På Östra Falkland ligger huvudstaden Stanley med majoriteten av befolkningen och flygbasen Mount Pleasant. Båda öarna har bergskedjor, den högsta toppen är Mount Usborne på Östra Falkland som når 705 meter över havet. Det finns också träskmarker, främst i Lafonia, den södra delen av Östra Falkland. I princip all landareal på båda öarna används som betesmarker för får. Den största insjön är Lake Sulivan på Västra Falkland. Bland vattendrag kan nämnas Malo River på Östra Falkland och Chartres River på Västra Falkland.
Falklandsöarna gör anspråk på ett territorialvatten på tolv nautiska mil (22 kilometer) och en ekonomisk zon (EEZ) enligt Förenta nationernas havsrättskonvention på 200 sjömil (370 kilometer), vilket har givit upphov till konflikter med grannlandet Argentina.

### Klimat
Ögruppen ligger på en sydlig bredd som närmast motsvarar södra Englands läge nordlig bredd. Klimatet är dock mer likt Färöarnas, som ligger betydligt längre norrut. Vintertemperaturen ligger normalt mellan minus en och plus fem grader (lägsta uppmätta temperatur i huvudstaden Stanley är minus elva grader) och sommartemperaturen mellan sex och tretton grader (högsta uppmätta temperatur i Stanley är 24 grader). Det rör sig om ett svalt maritimt klimat med starka västliga vindar. 

### Natur och fauna
På grund av det kalla klimatet finns det inga naturliga bestånd av träd på öarna. Bara gräs och mindre buskar växer där naturligt. En del träd har planterats, men bland annat blåsten har givit problem med det. Det enda kända landdäggdjur som fanns på öarna före människans ankomst, falklandsräven (Dusicyon australis), blev under 1800-talet utrotat. De som bosatte sig i området tog med sig får, renar, kaniner och katter. Dessutom finns idag både möss och råttor på öarna. Då det gäller havsdäggdjur lever där sjölejon och sjöelefanter. Falklandsöarnas fågelvärld omfattar 63 arter, däribland albatrosser. Typiska är de stora grupperna av pingviner på ett antal runt några tusen individer, ständigt ökande på grund av migration från Sydgeorgien.

## Historia

### Fram till 1700-talet
Vid européernas ankomst hade öarna ingen bofast befolkning. Vissa arkeologiska fynd, som pilspetsar och rester av träkanoter, tyder dock på att de tidigare har besökts av människor. Det kan då möjligen ha rört sig om medlemmar av yaghanfolket från Eldslandet. Enligt vissa teorier fördes den numera utdöda falklandsräven dit av människor, då dessa djur med största sannolikhet inte kunnat simma till öarna i det kalla vattnet ända från Sydamerikas fastland.
De första kända observationerna av öarna var när Ferdinand Magellan respektive Amerigo Vespucci siktade öarna på sina resor. Den första kända landstigningen av européer på öarna gjordes i augusti 1592 av den engelske upptäcktsresanden John Davis (1543–1605). Han hade med sitt fartyg Desire rundat Kap Horn och i dåligt väder sökt nödhamn på öarna. Efter honom kallades ögruppen under en tid ”Davis Land”.
1594 besöktes ögruppen av Richard Hawkins (1562–1622) och kallades därefter ”Hawkins Maidenland”. Holländaren Seebald de Wert gjorde ett besök år 1600, och namnet Seebaldöarna användes länge på holländska kartor. John Strong, en brittisk sjökapten, landsteg på öarna år 1690. Han namngav sundet mellan öarna efter Viscount Falkland, amiralitetets skattmästare. Sundets namn kom senare att användas om de två huvudöarna West Falkland och East Falkland.
Trots det var det fransmännen som först koloniserade öarna. De gav öarna namnet Îles Malouines efter Saint-Malo, en viktig hamn i Frankrike på den tiden (därav det spanska namnet Islas Malvinas) och upprättade en koloni 1764. Året efter upprättade även britterna en liten koloni. Fransmän och britter var ovetande om varandras närvaro på ögruppen. Då den spanske kungen fick höra om fransmännens närvaro arbetade han för att avlägsna dem från närheten till det oskyddade Patagonien. Eftersom länderna var allierade kom de snabbt överens, och fransmännen lämnade öarna 1766 och överlät kolonin till Spanien. Engelsmännen blev kvar till 1774. När de for lämnade de en platta som hävdade deras rätt till territoriet.

### 1800- och 1900-talet
1811 blev öarna åter obebodda då även spanjorerna for i väg. Också de lämnade en platta som hävdade deras rätt till territoriet.
Innan Panamakanalen byggdes var Falklandsöarna av strategisk betydelse – här lade fartyg till på sin väg från bland annat Australien.
Då Argentina blev självständigt 1816 hävdade man i Buenos Aires att ögruppen var deras då de övertagit Spaniens territorier och skickade dit en expedition år 1820. Engelsmännen kom emellertid tillbaka år 1833 och drev ut de få argentinarna med stöd av USA.
Argentina gör ännu efter 175 år anspråk på arkipelagen, och använder det ovannämnda spanska namnet Islas Malvinas. Argentina hävdar så kallad uti possidetis, det vill säga att landet har övertagit området från den tidigare kolonisatören Spanien. Britternas främsta argument i konflikten är rätten till självbestämmande, alltså att den nuvarande befolkningen, som till stor del levt där i sex eller fler generationer, är de som har rätt att avgöra frågan. Detta argument menar Argentina enligt internationell rätt ej inbegriper inflyttad befolkning. Detta ledde till en väpnad konflikt, Falklandskriget, som pågick under 1982. Förlusten i kriget ledde till att den dåvarande militärjuntan under ledning av Leopoldo Galtieri tvingades avgå och att demokratiskt styre återinfördes i Argentina.

### Senare år
Argentina gör sedan 1833 anspråk på öarna i konflikt med Storbritannien. De båda sidorna använder bland annat olika argument baserade på historisk rätt utifrån vem som först siktade öarna, vem som först landsteg, hissade sin flagga, ianspråktog territoriet, koloniserade det och så vidare för att hävda sin respektive rätt till öarna. På 1980-talet eskalerade konflikten till en argentinsk militär invasion och ett fullskaligt krig, det så kallade Falklandskriget. De brittiska styrkorna besegrade Argentina i grunden varefter öarna kvarstod under brittisk kontroll. 

Karta över ögruppen med argentinska orts- och landskapsbenämningar.

I Argentina är frågan fortfarande politiskt viktig och många presidenter har i sina valkampanjer gett frågan om öarnas "återtagande" högsta prioritet. Det finns i Argentina hundratals inrättningar, skolor, sjukhus, stadionanläggningar, flygplatser, gator och torg samt till och med kommuner med namn som Malvinas Argentinas. I all officiell statistik och på de flesta kartor anges Islas Malvinas som en del av Argentinas territorium. I landets konstitution omtalas de som en ”oskiljaktig del av fosterlandet”. Befolkningen påminns om vad man från argentinsk sida allmänt betraktar som inledningen av ockupationen av öarna år 1833. Utöver historiska skäl används argumentet att ögruppen är en del av den argentinska kontinentalsockeln, vilket ger vissa rättigheter enligt Förenta nationernas havsrättskonvention. 
Med tanke på frågans laddning i Argentina kunde den impopulära militärjunta som ledde Argentina år 1982 i ett slag vinna folkets stöd genom att besätta öarna. Efter nederlaget i det efterföljande kriget tvingades å andra sidan generalerna snabbt bort ur regeringen.
Den brittiska inställningen är inriktad på att bevara status quo. Ön befolkas i huvudsak av brittiska medborgare och ättlingar till utflyttade britter. Vidare är ögruppen strategiskt intressant då angränsande territorier kan vara avgörande vid en eventuell framtida uppdelning av Antarktis. Dessutom finns det idag tecken på att det kan finnas stora oljefyndigheter i vattnen utanför öarna. När Storbritannien stod inför fullbordat faktum 1982, bestämde man sig för att slå tillbaka den argentinska invasionen. Även här kan inrikespolitiska överväganden ha spelat en viss roll[källa behövs]. "Falklandsfaktorn" bidrog till Margaret Thatchers valseger 1983.
Några gånger före 1982 har kontrollen över ögruppen dock varit förhandlingsbar. Även frågan om självständighet har utretts. Man har dock ansett att den ringa folkmängden och det utsatta läget skulle göra självständighet i det närmaste omöjlig. Folkets självbestämmanderätt har istället varit vägledande för den brittiska politiken. Befolkningen är i allt väsentligt av brittiskt ursprung och till nära 100 procent emot argentinsk överhöghet. Den nuvarande inställningen är att inga omfattande förändringar i ögruppens status eller dess förhållande till Storbritannien eller andra stater kan göras utan öbornas medgivande. 
När det gäller befolkningens självbestämmanderätt anser Argentina däremot att då ögruppen enligt dem har varit och är argentinsk så är den infödda befolkningen också argentinsk enligt principen ius soli. Öbefolkningen utgör därmed en försumbar bråkdel av Argentinas totala befolkning och kan inte anses utgöra ett eget folk med egen självbestämmanderätt. Från argentinsk sida hävdas även att stora delar av angränsande områden på det argentinska fastlandet (kring argentinska patagonien) också är befolkade av brittisk-ättad befolkning, vilken härstammar från invandring från samma tidsperiod som ögruppens, och som i fastlandsområdena de facto är en integrerad del av Argentinas befolkning. Argumentet rörande den internationellt erkända rätten till självbestämmande tillbakavisas från argentinskt håll genom att hävda att detta inte inbegriper inflyttad befolkning. Den argentinska sidan använder ibland Hongkong som ett exempel på ett område Storbritannien ”avkoloniserat” genom att återlämna till Kina i strid mot befolkningens vilja och utan att hänvisa till självbestämmanderätten. Även britternas ignorerande av självbestämmanderätten i fråga om lokalbefolkningen på ögruppen Diego Garcia framförs av den argentinska sidan som ett bevis på brittisk inkonsekvens. 
Den sydamerikanska samarbetsorganisationen UNASUR har enhälligt gett Argentina stöd för sin linje och att finna en fredlig lösning på konflikten. Ögruppen är uppsatt på Förenta Nationernas lista över icke-självstyrande områden och behandlas av Förenta nationernas specialkommitté för avkolonisering för att fastställa en slutgiltig lösning. I februari 2010 enades 33 länder under toppmötet för latinamerikanska och karibiska stater att ställa sig bakom ”Argentinas legitima rätt” till ögruppen och fördöma den pågående oljeprospekteringen. Argentina bad därefter, i februari 2010, FN:s generalsekreterare Ban Ki-moon att kalla Storbritannien till samtal om kontrollen över Falklandsöarna och hjälpa till att stoppa ”fortsatta unilaterala handlingar” från brittisk sida. I juni 2010 behandlades frågan återigen i FN:s kommitté för avkolonisering. Argentinas delegation omfattade vid detta tillfälle också av öbor och familjer till dessa som stödjer Argentinas linje i frågan. Kommittén uppmanade båda parter (Argentina och Storbritannien) att återuppta bilaterala förhandlingar om öarnas slutstatus.

## Styre, politik och administration
Ögruppen, tidigare en brittisk kronkoloni, är numera ett av Storbritanniens utomeuropeiska territorier (British overseas territory) med omfattande självstyre. Statsöverhuvud är den brittiska monarken, representerad av en guvernör. Självstyret omfattar alla samhällsområden utom utrikespolitik och försvar, som förblir den brittiska regeringens ansvar. Invånarna har dock inte rösträtt till det brittiska parlamentet i London. Detta till skillnad från förhållandena i Frankrikes utomeuropeiska departement, som är mer direkt en del av moderlandet och representerade i det franska parlamentet.
2008 års författning, given Buckingham Palace den 5 november 2008 och gällande från den 1 januari 2009 ersatte den tidigare författningen från 1985. Statsöverhuvudet, den brittiska monarken, representeras av en guvernör. Det lokala parlamentet, Legislative Assembly, består av åtta valda ledamöter (fyraårig valperiod) samt två självskrivna (ex officio) medlemmar.  Det finns inga politiska partier utan alla ledamöter är valda på personliga mandat. Regeringen utgörs av det verkställande rådet Executive Council, som leds av Chief Executive, för närvarande Barry Rowland.  Den ringa folkmängden och begränsade försörjningsmöjligheter gör att förutsättningarna för total självständighet ännu så länge är små. De argentinska anspråken på ögruppen försvårar en sådan process eftersom Argentina vill helt införliva den  i sitt territorium. En utveckling av den interna självstyrelsen har dock pågått under en längre tid och ledde fram till den nuvarande konstitutionen.
Enligt officiell argentinsk uppfattning utgör ögruppen (tillsammans med Sydgeorgien och Sydshetlandsöarna) ett departement inom Provincia de Tierra del Fuego, Antártida e Islas del Atlántico Sur och medräknas i provinsens yta i offentlig statistik. Detta påverkar i praktiken ej det rådande styrelseskicket.
I Stanley fanns ett svenskt-norskt konsulat 1877-1906; konsuln fortsatte därefter att representera endast Norge fram till andra världskriget.[källa behövs]

### Administrativ indelning
Den ringa folkmängden gör att det saknas underlag för en indelning i län och kommuner. Frågor på alla nivåer handhas av regeringen i Stanley. Vid allmänna val finns dock två valkretsar, en för Stanley (fem mandat) och en för landsbygden (tre mandat).

### Folkomröstning om framtida politisk status
En rådgivande folkomröstning angående ögruppens framtida politiska status hölls den 10-11 mars 2013.  Frågan befolkningen då fick ta ställning till var:
"Do you wish the Falkland Islands to retain their current political status as an Overseas Territory of the United Kingdom?  - YES or NO”
Efter omröstningen konstaterades att 99,8 % av de röstande svarade YES och 0,2 % NO på frågan. Valdeltagandet var 92 % och 1522 röster kom in. Därmed stod det klart att befolkningen ville fortsätta tillhöra Storbritannien. Folkomröstningens utformning, frågeställning och valresultat erkändes ej av Argentina. 

### Valet 2017
Den 9 november 2017 genomfördes val till Legislative Assembly.  Alla kandidater ställde upp som oberoende, det vill säga de representerade inte någon särskild ideologi eller ett politiskt parti. Ögruppen är indelad i två valkretsar, en för huvudorten Stanley och en för landsbygden (Camp). Tre av de tidigare ledamöterna omvaldes och fem nya ledamöter valdes in. Valdeltagandet var 83%. Nästa val kommer sannolikt att hållas under hösten 2021.

### Försvar
Erfarenheterna från Falklandskriget 1982 och framför allt det faktum att Argentina ännu inte givit upp sina anspråk på ögruppen gör att försvaret har en stor betydelse för Falklandsöarna. I förhållande till folkmängden torde ögruppen ha det starkaste försvaret i världen. Antalet brittiska soldater har understundom överstigit det civila invånarantalet. 

#### British Forces South Atlantic Islands
Huvudansvaret för öarnas försvar bärs av Storbritannien. Detta sker genom British Forces South Atlantic Islands, som är benämningen på de enheter ur den brittiska armén, marinen och flygvapnet som är förlagda till Falklandsöarna. Styrkan uppgår för närvarande till mellan 1 000 och 1 400 man. I dag är ett infanterikompani, ett ingenjörskompani samt ett luftvärnsrobotkompani tillsammans med fyra stycken Eurofighter Typhoon och bevakningsfartyget HMS Forth de förband som skyddar ögruppen. Huvudförläggning är flygbasen Mount Pleasant, cirka 50 km sydväst om huvudstaden Stanley med en mindre flottbas vid Mare Harbour, cirka fem kilometer söder om flygbasen. För att tidigt kunna upptäcka eventuella fientliga aktiviteter riktade mot ögruppen finns tre radarstationer, så kallade Remote Radar Heads, utplacerade på bergstoppar, två på den västra huvudön och en på den östra.

#### Falkland Islands Defence Force

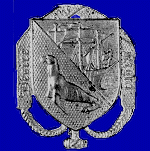
Symbolen för Falkland Islands Defence Force.

Falkland Islands Defence Force (FIDF) är en lokal styrka av hemvärnskaraktär. Den första frivilligstyrka sattes upp redan 1842, den hade inget särskilt namn men kallades ofta Stanley Volunteers. Den nuvarande styrkan räknar sin historia bakåt till 1892, då Falkland Islands Volunteers sattes upp. Den fick sitt nuvarande namn år 1919.
Den 1 april 1982 mobiliserades FIDF inför det argentinska anfallet. Den då svaga brittiska militära närvaron på öarna gjorde den invaderande styrkans övermakt överväldigande stor, och guvernören tvingades beordra kapitulation redan dagen efter. Medlemmarna hölls fångna under hela kriget och FIDF upplöstes och olagligförklarades av argentinarna. 
1983 kunde FIDF återupprättas och är i dag helt lokalt finansierad och rekryterad. FIDF har idag en styrka på cirka 100 man, frivilliga. Rekryteringen är öppen för män och kvinnor med brittiskt medborgarskap, eller medborgare i annat samväldesland bosatta på ögruppen. FIDF har sin bas i Stanleys östra utkanter med eget övningsfält och en egen skjutbana. För utbildningsstöd har styrkan en heltillsanställd instruktör från Royal Marines.

### Rättsväsende, Räddningstjänst och Ambulanssjukvård

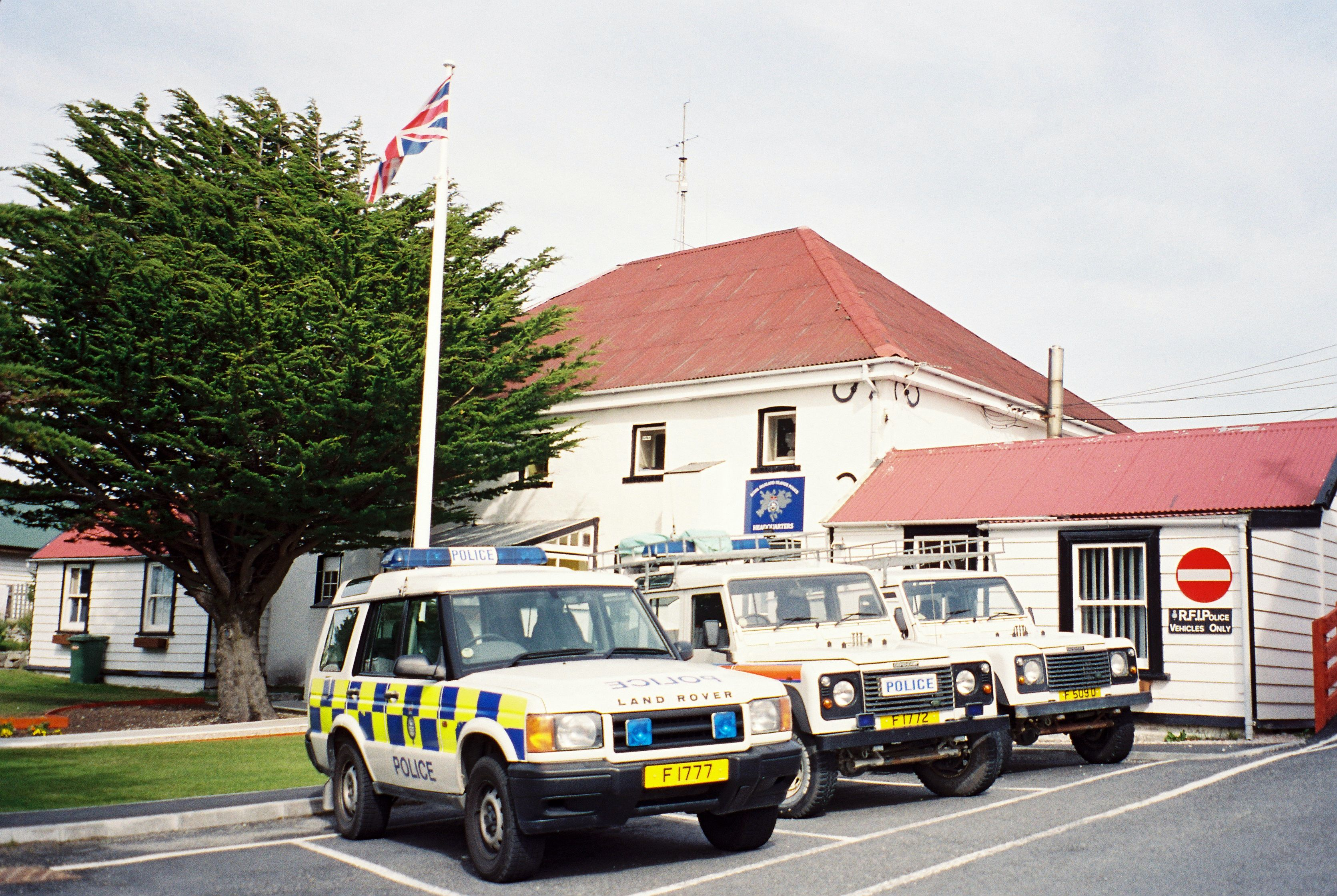
Royal Falkland Islands Police. Högkvarteret i Stanley

#### Polis
Polismyndigheten på ögruppen är Royal Falkland Islands Police. Dess historia går tillbaka till 1846, men den fick prefixet Royal (kunglig) först 1992. Det finns endast en polisstation, inrymd i en av huvudstaden Stanleys äldsta byggnader, uppförd 1873. Byggnaden inrymmer också öarnas enda fängelse. Hela styrkan består av 18 polismän, som förfogar över fem polisfordon. För mer komplicerade brottsutredningar kan man begära assistans från Metropolitanpolisen. I anslutning till polishuset ryms även larmcentralen för nödsamtal och utalarmering av polis, räddningstjänst och ambulans.

#### Räddningstjänst
En frivillig brandkår, Stanley Volunteer Fire Brigade, inrättades 1898. Styrkan motoriserades med början 1928. Frivilligstyrkan förstatligades 1985 och heter idag Falklands Islands Fire and Rescue Service.
I Stanley finns ögruppens enda brandstation. Räddningsstyrkan omfattar både heltid- och deltidspersonal. På dagtid finns ständigt fem brandmän i tjänst samt en förstärkningsstyrka på ytterligare tolv deltidsbrandmän med jour var tredje vecka. Fordonsparken består av tre släckbilar, två jeepar och en tankbil. Räddningstjänsten i Stanley bemannar också flygplatsbrandkåren på Stanleys flygplats i samband med starter och landningar,
På flygbasen Mount Pleasant, Falklandsöarna upprätthåller Storbritanniens flygvapen en egen brandstyrka, RAF Fire and Rescue Section.

#### Ambulanssjukvård
Ambulanssjukvården på ögruppen består av en ambulans i Stanley samt två reservambulanser. Ambulansstationen ligger vid sjukhuset i Stanley. Vid sjukdomsfall på landsbygden nyttjas helikopter från garnisonen vid Mount Pleasant för transporter.

## Kommunikationer

### Järnvägar
Järnvägar för allmän trafik finns inte och har heller aldrig funnits. Den så kallade Camber Railway var en industribana med spårvidden 610 millimeter som byggdes år 1916. Under första världskriget uppfördes en stor radiostation för att förmedla trådlös telegrafi mellan den brittiska flottans enheter i södra Atlanten och Europa. En sådan anläggning krävde, med tidens teknik, stor tillgång på elektrisk kraft. Stationen var belägen på en höjd, som därav fick namnet Wireless Ridge (känd från ett av de avgörande slagen under kriget 1982) och i anslutning till denna anlades ett ångkraftverk. Järnvägen till hamnen i Stanley var ungefär sju kilometer lång och byggdes för transport av kol till kraftverket, men även persontransporter förekom. Senare moderniserades radiostationen och åtgången på bränsle minskades. Järnvägen behövdes då inte längre, men kom delvis att ligga kvar. De två loken hittades på 1980-talet i dåligt skick. Ett projekt att rusta upp dem för museiändamål har inte genomförts. En del av rälsen användes av argentinska trupper i samband med byggandet av bunkrar år 1982. Förutom denna industribana med ånglok har det funnits en mängd lokala smalspåriga trallbanor runt om på öarna.

### Vägnät

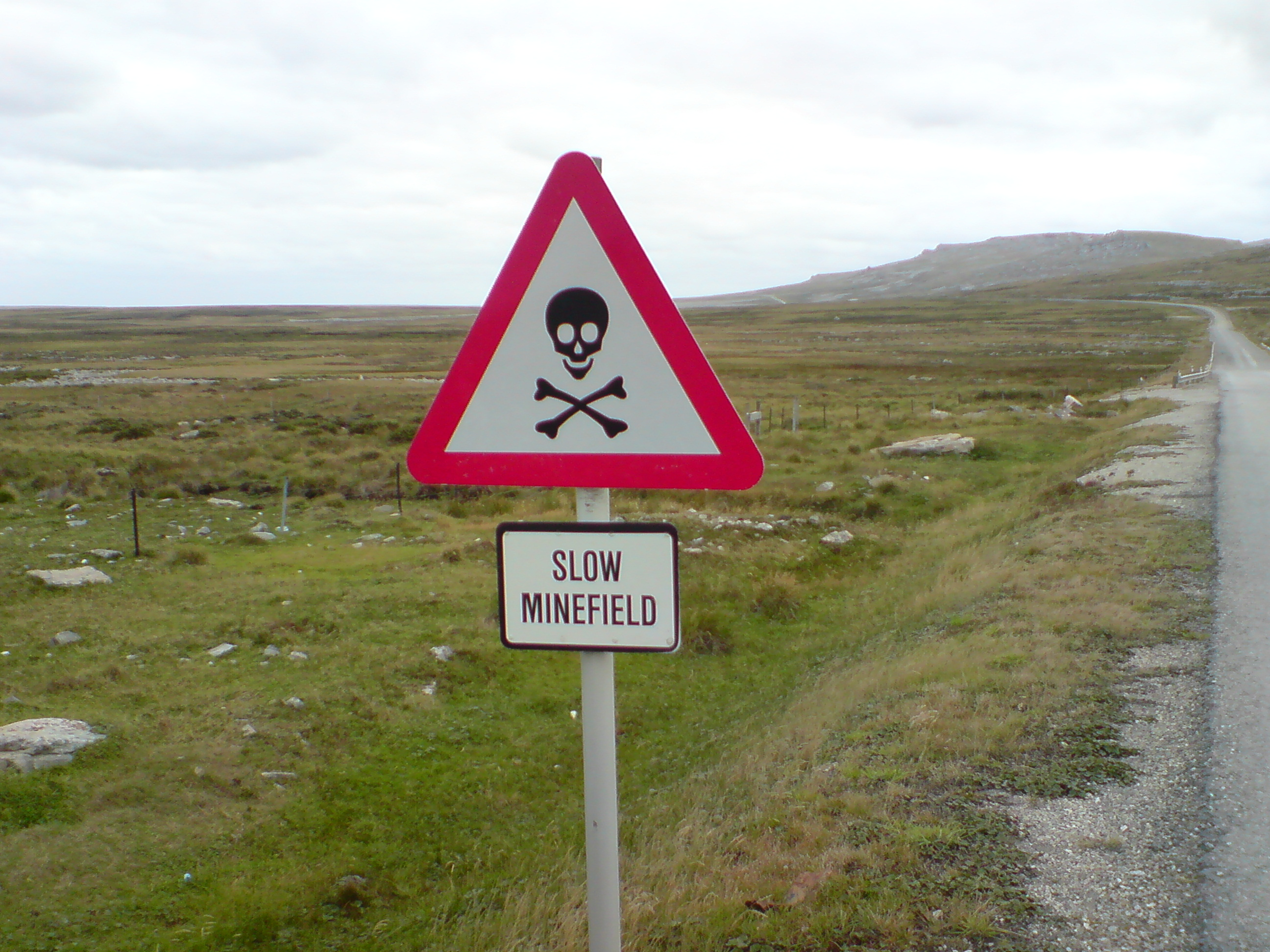
Vägskylt vid vägen mellan Stanley och Mount Pleasant

Vägnätet är litet och centrerat kring huvudstaden Stanley och flygbasen Mount Pleasant. Cirka 80 kilometer är permanentbelagda vägar och 350 kilometer grusväg. Större delen är utbyggt efter kriget på 1980-talet. Ingen reguljär linjebunden busstrafik förekommer. Biltätheten är hög. Antalet fyrhjulsdrivna fordon per capita anses vara högst i världen. Vänstertrafik tillämpas. Under ockupationen 1982 införde de argentinska myndigheterna högertrafik, vilken dock efter kriget omedelbart avskaffades.

### Flygtrafik
Det finns två flygplatser med asfaltbanor, Stanley Airport (för lokala flygningar) och Mount Pleasant (flygbas och för internationella flygningar). Därutöver finns mindre landningsplatser på ögruppen. Det lokala flygföretaget är det statliga Falkland Islands Government Air Service (FIGAS), etablerat år 1948. Det finns passagerarflygningar en gång i veckan från Storbritannien, och även en gång i veckan från Chile och Brasilien.

### Färjetrafik
År 2008 inrättades en reguljär bilfärjeförbindelse för passagerare och fordon över Falklandssundet mellan de två huvudöarna. Den löper mellan Port Howard (på Västra Falkland) och samhället New Haven på Östra Falkland. Cirka 400 överfarter genomförs årligen med fartyget M/V Concordia Bay.

### Post
Det isolerade läget i södra Atlanten gjorde att postgången till och från Falklandsöarna länge var långsam och oregelbunden. Mellan 1852 och 1880 trafikerade öarna av postförande fartyg varannan månad. 1878 gavs de första frimärkena ut och 1887 öppnade postkontoret i Stanley. 1971 började sjöflygplan gå från Sydamerika. Under ockupationen 1982 användes argentinska frimärken. Falklandsöarnas postverk har en omfattande filatelilistisk verksamhet. Från 2003 infördes en egen kod, FIQQ 1ZZ i det brittiska postnummersystemet. År 2014 bolagiserades postverksamheten, som sedan dess sköts av aktiebolaget Falklands Post Service Ltd. Den brittiska fältposten BFPO har ett kontor på flygbasen Mount Pleasant (BFPO 655)

### Telekommunikation
Den första lokala telefonlinjen upprättades 1880. I början av 1900-talet byggdes telefonlinjer till ensligt belägna bosättningar. 1911 togs en trådlös telegrafförbindelse med Uruguay i bruk. Från 1950-talet användes radiotelefoni för de långväga förbindelser på den glest befolkade landsbygden. Sedan 1989 ansvarar företaget Cable & Wireless South Atlantic Ltd för såväl interna som externa telefonitjänster. Hushållstäckningen är i princip 100 procent. Mobiltelefoni (GSM 900) inrättades i december 2005. Täckningsområdet var ursprungligen huvudstaden Stanley, flygplatsen Mount Pleasant samt mellanliggande vägsträcka. Man räknar med att mot slutet av år 2018 ha täckning även på mer avlägsna platser på ögruppen.

### Internet
Falklandsöarna nåddes av Internet år 1997, då också toppdomänen .fk inrättades. Ett bredbandsnät installerades i Stanley 2006 och utbyggnad pågår på landsbygden.

## Demografi

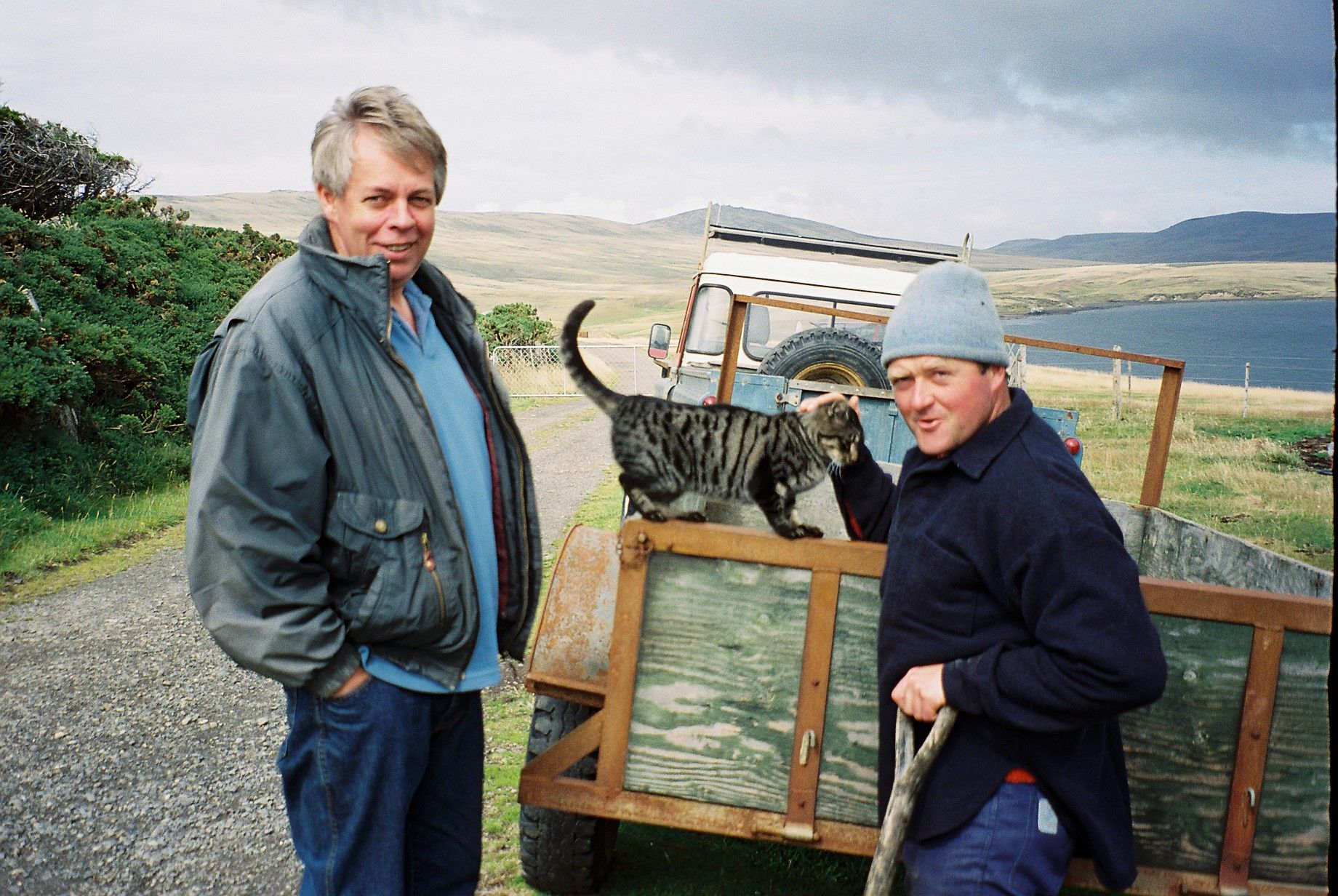
Två falkländare, 2003.

Befolkningen är mycket liten, både i absoluta tal (drygt 3200) och i förhållande till ytan. Den militära personalen tillhörande British Forces South Atlantic Islands och även från Storbritannien kommande civilanställda på flygbasen Mount Pleasant inräknas inte i befolkningen. Då befolkningsunderlaget ofta inte räcker till för att rekrytera personal med mer kvalificerad utbildning söks dessa ofta utifrån.
Folkmängden har varit relativt stabil. Invånartalet 2 000 nåddes 1901 och 2 400 i mitten av 1930-talet. En bottennotering på omkring 1 800 uppmättes i början av 1980-talet. Efter kriget har en diversifiering av näringslivet bidragit till en ökad befolkning och år 2005 passerade invånarantalet 3 000 personer. I dessa siffror inräknas inte på öarna stationerad militär personal och anhöriga, vilka beräknas uppgå till 1 000–2 000 personer, huvudsakligen baserade i Mount Pleasant. Befolkningstillväxten var 2007 2,44 procent. 

### Etnicitet
Inget ursprungsfolk fanns på öarna när européer, främst britter, fransmän och spanjorer, började kolonisera dem.  Den nuvarande befolkningen är huvudsakligen av brittisk härkomst och de flesta är brittiska medborgare. Andelen invånare födda på Falklandsöarna är drygt 45 procent medan drygt 28 procent av den totala befolkningen är född i Storbritannien. Cirka 90 procent är brittiska medborgare.  Enligt en folkräkning gjord 2012, där man själv fått uppge "nationella identitet" anser sig 59 % vara falkländare, 29 % britter, 9,8 % från Sankt Helena och 5,4 % chilenare, 3,4 % övrigt. Det var möjligt att ange flera nationella identiteter. Bland "övriga" fanns så skilda nationaliteter som argentinare, danskar, filippinier, georgier, japaner, kanadensare, ryssar och zimbabwier. Viss inflyttning har under senare år skett från Sankta Helena, Ascension och Tristan da Cunha och Chile.

### Medborgarskap
Sedan 1983 är falkländarna fullvärdiga brittiska medborgare. Sedan 1997 finns enligt konstitutionen också en särskild hemortsrätt, kallad Falkland Island status. Den infödda befolkningen betraktas av Argentina också som argentinska medborgare enligt territorialprincipen (jus soli), då Argentina gör anspråk på öarna och betraktar dem som del av provinsen Eldslandet.

### Språk
Det administrativa språket och det mest använda bland befolkningen är engelska. Den lokala dialekten påminner något om den engelska som talas i Australien och Nya Zeeland, men även ett inflytande från spanska kan märkas, framför allt i vissa termer relaterade till ridning. Detta som ett arv från de sydamerikanska gauchos, som på 1800-talet fanns på öarna. Många ortnamn har spanska och franska rötter, beroende på olika upptäcktsresande som under århundradena stigit i land.
Spanska talas framför allt av de cirka 200 chilenare som bor och verkar på ögruppen. Denna folkgrupp är väl integrerad och stöder i allmänhet ögruppens rätt till självbestämmande gentemot de argentinska anspråken.

### Religion
Det största kristna samfundet är den anglikanska kyrkan, där Falklandsöarna utgör en församling, som är direkt underställd ärkebiskopen av Canterbury (”extra-provincial”). Cirka tio procent av befolkningen tillhör den romersk-katolska kyrkan, inom vilken ögruppen utgör en apostolisk prefektur. Även andra kristna samfund samt bahaismen finns representerade. Enligt folkräkningen (se ovan) uppgav sig 66 % vara kristna 2 %, annan religion och 32 % ingen religion.

## Kultur

### Utbildning
Skolutbildning är fri och obligatorisk för alla mellan 5 och 16 år. Alla skolor är offentliga. Lärarna är utbildade i Storbritannien, Australien eller Nya Zeeland. I Stanley finns två större skolor. Även på militärbasen i Mount Pleasant finns skolor för den där stationerade personalens barn. På landsbygden finns mindre skolor som besöks av ambulerande lärare (travelling teachers) och mellan lärarbesöken sker undervisning via radio. Äldre elever från landsbygden går i internatskola i Stanley. Högre utbildning sker i Storbritannien.

### Massmedier

#### Press
Den ringa folkmängden ger inte underlag för dagstidningar. Veckotidningen Penguin News startades 1979 (då som månadstidning) på privat initiativ. Under ockupationen 1982 var utgivningen inställd och återupptogs med en ”segerutgåva” (Victory Issue) den 30 juni detta år.

#### Radio
Radiosändningar startade som trådradio 1929 och den första trådlösa radiosändaren togs i bruk 1942. I dagsläget finns två radiostationer, dels Falkland Islands Radio Station (FIRS) som sänder från Stanley, dels den militära sändaren British Forces Broadcasting Service, baserad på flygbasen i Mount Pleasant.

#### Television
Den första dokumenterade utsändningen av television på öarna skedde 1964, då David Bridgen som ett hobbyprojekt sände ut sitt bröllop. De argentinska styrkor som invaderade öarna 1982 medförde studio- och sändarutrustning för att introducera tv för sin personal. Man medförde även mottagare, som befolkningen kunde köpa på avbetalning. Sändningarna pågick mellan den 13 april och 14 juni 1982.  Därefter startades sändningar genom British Forces Broadcasting Service, som även kunde ses av civilbefolkningen. En lokal tv-station, FITV, startades 2011.